# Арнд Шмітт
Арнд Шмітт  (нім. Arnd Schmitt, 13 липня 1965) — німецький фехтувальник, олімпійський чемпіон.

## Виступи на Олімпіадах
| Олімпіада      | Дисципліна      | Місце |
| -------------- | --------------- | ----- |
| Сеул 1988      | шпага, особисті | 1     |
| Сеул 1988      | шпага, командні | 2     |
| Барселона 1992 | шпага, особисті | 29    |
| Барселона 1992 | шпага, командні | 1     |
| Атланта 1996   | шпага, особисті | 10    |
| Атланта 1996   | шпага, командні | 4     |
| Сідней 2000    | шпага, особисті | 9     |
| Сідней 2000    | шпага, командні | 5     |